# Десятина (одиниця площі)
Десятина — старовинна міра земельної площі в Русі, а пізніше в Україні, Росії та Білорусі.
Розмір десятини не був сталим. Спершу десятиною вважався квадрат землі, сторона якого дорівнювала 50 саженів, тобто 0,1 версти (звідси й назва). Межовою інструкцією царського уряду 1753 року визначено розмір десятини у 2400 кв. саженів, що становило 10 925 м², тобто 1,0925 га.
Крім цієї, так званої казенної десятини, застосовувались:
- господарська коса десятина (3200 кв. сажнів),
- господарська кругла десятина (3600 кв. сажнів),
- сотенна десятина (10 000 кв. сажнів)
- баштанна десятина (800 кв. сажнів).

## Див.також
- Стародавні одиниці вимірювання
- Руська система мір